# Barbus mattozi
Barbus mattozi är en fiskart som beskrevs av Guimaraes, 1884. Barbus mattozi ingår i släktet Barbus och familjen karpfiskar. IUCN kategoriserar arten globalt som livskraftig. Inga underarter finns listade.

## Bildgalleri

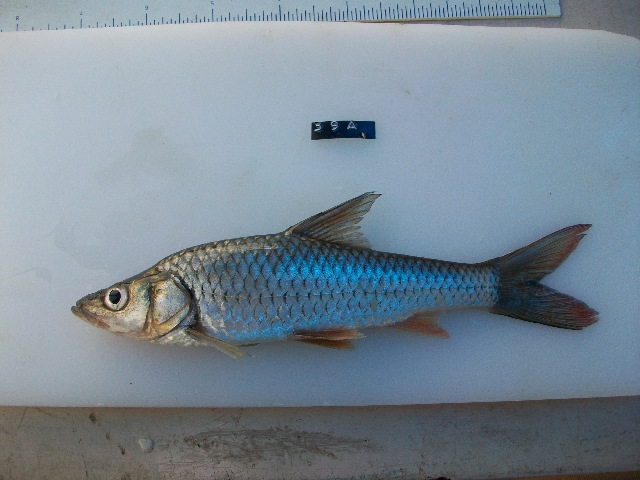